# سویت لیپس (تنسی)
سویت لیپس (به انگلیسی: Sweet Lips) یک منطقهٔ مسکونی در ایالات متحده آمریکا است که در شهرستان چستر، تنسی واقع شده‌است. سویت لیپس ۱۷۸٫۰۱ متر بالاتر از سطح دریا قرار دارد.